# Den som blinker er bange for døden
Den som blinker er bange for døden er en roman af Knud Romer. Romanen udkom i juni 2006 og har som udgangspunkt forfatterens opvækst på Falster i 1960'erne og 1970'erne. Romanen er ikke komponeret som en kronologisk fortælling, men som erindringer i glimt og har fået ros for sit kunstneriske udtryk. 
Knud Romer modtog i 2007 De Gyldne Laurbær for romanen, der også var nomineret til DR Romanprisen 2007.
Den er oversat til fransk med titlen "Cochon d'Allemand" (Tyskersvin).

## Ekstern henvisning
- Om bogen på Litteratursiden.dk Arkiveret 8. februar 2007 hos  Wayback Machine